# Дзвінкий ясенний одноударний
Ясенний (альвеолярний) одноударний — тип приголосного звука, що існує в деяких людських мовах. Символ Міжнародного фонетичного алфавіту  для зубних, ясенних і заясенних одноударних — ɾ, а відповідний символ X-SAMPA — 4.

## Властивості
Властивості ясенного одноударного:
- Тип фонації — дзвінка, тобто голосові зв'язки вібрують від час вимови.
- Спосіб творення — одноударний, тобто одним м’язовим скороченням один артикулятор коротко ударяється об інший.
- Місце творення — ясенне, тобто звук артикулюється кінчиком або передньою спинкою язика проти ясенного бугорка.
- Це ротовий приголосний, тобто повітря виходить крізь рот.
- Це центральний приголосний, тобто повітря проходить над центральною частиною язика, а не по боках.
- Механізм передачі повітря — егресивний легеневий, тобто під час артикуляції повітря виштовхується крізь голосовий тракт з легенів, а не з гортані, чи з рота.